# Notweg (weg)
Een notweg, nootweg, noodweg, netweg of nutweg is in Nederland een doorgaans doodlopende eigen weg (particuliere weg) waarop eigenaars of gebruikers van aanliggende percelen het recht van overpad hebben wanneer deze alleen vanaf deze weg bereikbaar zijn. Een notweg heeft doorgaans een agrarische functie; gebruikers hadden het recht om bijvoorbeeld vee over de weg te drijven of de oogst langs deze weg binnen te halen. Vroeger bestonden er in de provincie Noord-Holland ook enkele no(o)tsloten of no(o)tvaarten; wateren die eigendom vormden van een ander en die de enige toegang vormden tot een perceel.
Het woord 'not' en 'note' komen uit het Middelnederlands en betekenen "vee" of "veldvruchten". Het woord is verwant met woorden als 'nut(tigen)' en 'genieten'. In combinatie met weg (wech) ontstond de notweg. Not werd later soms verbasterd tot 'noot' of 'nood', waarbij 'nood' soms onterecht de betekenis van 'nood'(zaak) is toegedacht. In de 17e eeuw is de term langzamerhand in onbruik geraakt. Er zijn echter nog veel wegnamen die aan de notweg herinneren.
De term noodweg is later opgenomen in het Burgerlijk Wetboek als zijnde het recht van ieder perceel op de aansluiting naar de openbare weg of openbaar vaarwater. Een dergelijke weg kan worden gevorderd bij de rechter indien deze niet aanwezig is.